# 455 lignes
Le 455 lignes parfois désigné comme 450 lignes est une norme de télédiffusion française en noir et blanc principalement exploitée entre 1938 et 1942 puis remplacée par le format 441 lignes jusqu'en 1956, année où la norme E en 819 lignes le remplace.

## Historique
À Paris, Georges Mandel, Ministre des PTT, encourage, dès 1931, la Compagnie des compteurs (CDC) à procéder à des essais de télévision mécanique en mettant à la disposition de l'ingénieur René Barthélémy un studio rue de Grenelle. Après une montée en puissance progressive de 30 à 60, puis à 180 lignes en 1935, l'émetteur de la tour Eiffel passe au format 455 lignes en 1938 et devient dès lors, le plus évolué et puissant du monde (30 kW). 
En juin 1940, la Résistance sabote cet équipement pour éviter sa reprise par les Nazis. En 1942, les occupants décident toutefois le rapatriement du matériel pour leur station de Berlin et le remplacent par des équipements à 441 lignes.
En août 1944, désobéissant aux ordres de sabotage, le responsable technique Hinzmann confie la station intacte à ses subordonnés français, permettant à la Radiodiffusion française (R.D.F.) de redémarrer. Le format 441 lignes est ainsi officiellement adopté et exploité dès octobre 1945, grâce à l'une des plus modernes installations de télédiffusion de l'époque. Avec l'arrivée de la haute-définition en 819 lignes, l'autorité de régulation décide que le standard 441 lignes cessera officiellement le 1er janvier 1958 mais un incendie à la tour Eiffel accélèrera sa disparition en 1956.